# Navalmoralejo
Navalmoralejo – gmina w Hiszpanii, w prowincji Toledo, w Kastylii-La Mancha, o powierzchni 22,75 km². W 2011 roku gmina liczyła 73 mieszkańców.